# マロ (聖人)
聖マロ （仏: Saint Malo, またはMaclou, Mac'h Low, 羅: Maclovius, またはMachutus, 520年頃? - 625年11月15日?）は、ウェールズ出身のキリスト教聖職者。6世紀半ばに現在のフランス・ブルターニュにサン・マロの町をたてた。カトリック教会で聖人であり、サン・マロの守護聖人。『ブルターニュをつくった7人の聖人たち』の一人。記念日は11月15日。養豚業者や、遺失物の守護者でもある。
マロの経歴の詳細は、同名の違った人々に連想される出来事を含むとみられる3つの中世の記録に保存されている。この混同にもかかわらず、マロは520年頃におそらくウェールズで生まれたとみられている。
彼の名前は、古いブルトン語のmac'h（権限、という意味）とluh（光）からなるという。

## 聖ブレンダンとの航海
マロは、聖ブレンダンによって洗礼を受け、お気に入りの弟子となった。しかし、彼の人生のこの時期には重大な謎が生じる。彼は、しばしば記述される航海のために聖なる人物によって特別に選ばれたとある。
聖ブレンダンとマロは、楽園と言われるブレスト島を探して多くの同行者と4度の航海をしたと、ウェールズのスランカルバン修道院では伝えられてきた。マロは2度目の航海に赴き、サン・マロの沖合にあるセゼンブル島を訪れて幾度か島に滞在したという。2度目の航海の折にマロは、スコットランド北方のオークニー諸島を福音伝道したと推測される。聖ブレンダンは骨を折って働き、どこへでもしばしば引きこもり、セゼンブル島の海中の険しい岩の上に、隠遁者の庵を持っていたと伝えられることが注目される。これは聖人伝作者サビーヌ・バリング＝グールドが推測するには、2人の男の間に連携の発生があったというのである。この場合、ブレンダンは聖Branwaladrのために間違ったことをする。

## ブルターニュ福音伝道
サン・マロの反対側にあるアレ（Aleth、現在のサン・セルヴァン）で、マロは聖アーロンが名付けたいわれのある庵に落ち着いた。聖アーロンは544年に亡くなっており、彼はその後サン・マロとして知られる地区の宗教的柱を引き継いだ。そのために、マロは初代アレ司教とみなされた。 
古代に島々の無秩序は聖マロに退去を強いたが、人々はすぐに聖人が戻ってくることを請うた。彼が戻ると光が差し、聖人は自分の寿命が終わるのを感じて、孤独な告解のなかで最後の日々を送ろうと決めた。伝承によると、マロは聖人の司教区にある村アルシャンビアックを引き継いで、祈りと苦行にあった人生の残りを過ごしたという。彼の死は同じ司教区にあるアルシャンジェでは625年11月15日の日曜日であったと伝えられた。

## 崇拝
有名な創設者をもつことから、サン・マロ市はトロ・ブレイスというブルターニュの7箇所の巡礼地の一つとされた。